# Virus (노래)
〈Virus〉는 1996년에 발매된 영국의 헤비 메탈 밴드 아이언 메이든의 싱글곡이다. 아이언 메이든 공식 스튜디오 음반에 나오지 않는 1980년대 〈Women in Uniform〉 이후 첫 번째 싱글이다. 그러나 이 곡은 1996년 더블 디스크 《Best of the Beast》라는 밴드의 생애 첫 회고전에서 새로운 곡으로 소개되었다. 이 곡은 이 밴드의 두 기타리스트 모두에게 인정된 유일한 아이언 메이든 곡이다. 이 곡은 아이언 메이든이 라이브로 공연한 적은 없지만, 블레이즈 베일리는 그의 솔로 활동에서 여러 번 공연했다. 가사적으로, 이 노래는 점점 더 인터넷 의존도가 높아지고 있는 세계에서 증가하는 기업과 정부의 부패에 대해 경고한다.

## 배경
이 밴드의 21년을 기념하기 위해, 이 싱글은 세 가지 다른 형식으로 발표되었다. 첫 번째 형식은 도입부를 생략한 짧은 편집문을 포함하고 있으며 1996년 싱글 〈Lord of the Flies〉과 동일한 B-사이드를 특징으로 하며, 여기에는 더 후와 UFO의 커버가 포함되어 있다. 이 곡들은 이전에 영국에서 발표되지 않았다. 두 번째 음반에는 전 기타리스트 토니 파슨스가 참여한 유일한 스튜디오 음반인 1979년 컴필레이션 음반 《Metal for Muthas》의 곡과 편집되지 않은 버전이 수록되어 있다. 세 번째 곡에는 아이언 메이든의 1978년 전설적인 데모 음반인 《The Soundhouse Tapes》의 두 곡이 수록되어 있다.
이 싱글은 2015년 〈Speed of Light〉까지 밴드 로고의 클래식 변형을 사용한 마지막 음반이었다. 1998년 〈The Angel and the Gambler〉부터 2010년 〈El Dorado〉까지 모든 음반은 "R", "M" 및 두 개의 "N"의 확장된 끝을 제거하는 대체 버전을 사용했다.
인스트루멘탈 록 그룹 갓스피드 유! 블랙 엠페러의 EP 《Slow Riot for New Zero Kanada》에서 수록곡 〈BBF3〉는 블레이즈 베일리의 가사로 만든 시를 낭송하는 블레즈 베일리 피니건 3세와의 복스팝 인터뷰를 담았다.

## 곡 목록

### CD 1
| #  | 제목                           | 작사·작곡                                                | 재생 시간 |
| -- | ------------------------------ | -------------------------------------------------------- | --------- |
| 1. | 〈Virus (Short Version)〉      | 스티브 해리스, 야닉 거스, 데이브 머레이, 블레이즈 베일리 | 3:54      |
| 2. | 〈My Generation (더 후 커버)〉 | 피트 타운센드                                            | 3:39      |
| 3. | 〈Doctor Doctor (UFO 커버)〉   | 미하엘 쉥커, 필 모그                                     | 4:50      |

### CD 2
| #  | 제목           | 작사·작곡                    | 재생 시간 |
| -- | -------------- | ---------------------------- | --------- |
| 1. | 〈Virus〉      | 해리스, 거스, 머레이, 베일리 | 6:14      |
| 2. | 〈Sanctuary〉  | 해리스                       | 3:33      |
| 3. | 〈Wrathchild〉 | 해리스                       | 3:06      |